# Vorsicht Bürgerkrieg! Was lange gärt, wird endlich Wut
Vorsicht Bürgerkrieg! Was lange gärt, wird endlich Wut ist ein Buch von Udo Ulfkotte. Es erschien 2009 im Kopp Verlag.

## Inhalt
Skizziert wird die Gefahr eines Bürgerkriegs in Deutschland. Als Gründe werden von Ulfkotte so wahrgenommene oder nur erwartete Entwicklungen wie ein Finanzcrash und Massenarbeitslosigkeit, Werteverfall, zunehmende Kriminalität, Islamisierung, ständig steigende Steuern und Abgaben, der Zusammenbruch von Gesundheits- und Bildungssystem und andere "Probleme" genannt.  Im Kapitel „Deutsche Arbeitsplätze – bevorzugt für Zuwanderer“ behauptet Ulfkotte eine Bevorzugung von Migranten.
Das Buch endet mit Empfehlungen, etwa, Bürger mit Migrationshintergrund zur Rückkehr in ihre Herkunftsländer zu ermutigen und umfangreich Lebensmittel für den Notfall zu horten.

## Rezeption
Alan Posener stellte in seinem E-Book Die empörte Republik: Ein Plädoyer gegen den täglichen Alarmismus zum Titel Vorsicht Bürgerkrieg! Was lange gärt, wird endlich Wut fest, dass „Ulfkotte und Co.“ den Gärstoff liefern würden. Ulfkotte sei ein „rechter Panikmacher“, der gemeinsam mit dem „linken Panikmacher“ diverse verschwörungstheoretische Stereotype bediene.
In dem Blog Ruhrbarone wirft der Journalist Stefan Laurin Ulfkotte vor, die zusammengetragenen Fakten einseitig ausgewählt zu haben. Diese seien oft Einzelfälle und man solle lieber sachlich die Probleme ansprechen und Lösungen erarbeiten.
Als „Atlas der Wut“ bezeichnet Ulfkotte eine angebliche, geheime Liste über soziale Brennpunkte in Deutschland. Der Abgeordnete Jan Timke, Bürger in Wut (BIW), fragte am 28. Oktober 2009 in der Bremischen Bürgerschaft nach, ob dieser Atlas bekannt sei. Die Bremer Innen-Staatsrätin Karen Buse teilte mit, dass das Bundesinnenministerium erklärt habe, das Bundeskanzleramt habe keine solche Liste.
Das Buch war insgesamt 16 Wochen in der Bestsellerliste des Spiegels vertreten. Auf der Bestsellerliste des Börsenverein des Deutschen Buchhandels erreichte es Platz 20.

## Ausgaben
- Vorsicht Bürgerkrieg! Was lange gärt, wird endlich Wut. Kopp, Rottenburg 2009, ISBN 978-3-938516-94-2.